# Rojo 2G
Rojo 2G es un colorante de color rojo muy empleado en la industria alimentaria. El número E asignado al compuesto Rojo 2G es E 128. Se suele emplear en la coloración rojiza de productos cárnicos y en el lustrado de elementos de repostería industrial. Debido a que es un colorante azoico puede provocar intolerancia en algunas personas que anteriormente se hayan visto afectadas por salicilatos. 

## Salud
Suspendido su uso en Europa mediante REGLAMENTO (CE) No 884/2007 DE LA COMISIÓN de 26 de julio de 2007 relativo a las medidas de emergencia para la suspensión del uso de E 128 Rojo 2G como colorante alimentario por sus consecuencias cancerígenas. En el año 2009 la EFSA (European Food Standards Agency) sometió a revisión la ingesta diaria admisible (IDA) de tres colorantes alimentarios artificiales, entre ellos se encontraba la azorrubina. El motivo se encontraba en la aparición de casos de trastorno de conducta e hiperactividad infantil asociados a su consumo indirecto en alimentos que poseían este colorante. Debido a su capacidad de liberar histamina intensifica algunos de los síntomas del asma.